# هشام حداد
هشام حداد (12 أغسطس 1978) إعلامي وممثل كوميدي لبناني.

## حياته الشخصية
ولد في العاصمة بيروت في 12 أغسطس 1978 وأصله من بلدة مرجعيون الجنوبية تعرف على بلدته بعد أن تحررت عام 2000 من الاحتلال الأسرائيلي على يد المقاومة و‌حزب الله.
حاصل على شهادة في إدارة الأعمال ويعمل بها منذ العام 1999 كما يمتلك شركة لبيع الأجهزة الطبية، ملتزم مع التيار الوطني الحر منذ العام 1996 ربطته صداقات مع أعضاء من تيارات منافسة مثل عقاب صقر و‌مصباح الأحدب و‌سامي الجميل الذي أصبح من خصومه لاحقاً.

### حياته الأسرية
عام 2012 تزوج من اللبنانية ناتالي زرقا ورزق منها بإبنه الأول في ديسمبر 2013 وأطلق عليه اسم مارك، في أيار 2017 رزق بإبنه الثاني كارل وكان قد ولد قبل ثلاثة أسابيع من موعده.وفي أغسطس 2024 أعلن انفصاله عنها 
|}

## مشواره المهني
عام 2008 عرض عليه صديقه المخرج شادي حنا تجريب حظه في تقديم برنامج اوفريرا على قناة أو تي في حيث شاركه عده زملاء منهم جوزيان الزير ثم بدأ بتقديم البرنامج الكوميدي الساخر لول مع زميلته أرزة شدياق من اعداد ناتالي نعوم زوجة شادي وحقق نجاحا في لبنان وسوريا قدم بعدها برنامجا حواريا بمشاركة شقيقه ماهر بعنوان  حرتقجي عام 2012 استمر البرنامج لعدة سنوات حتى سبتمبر 2015 غادر هشام المحطة بعد ثمانية سنوات من العمل فيها 
بعدها تلقى عرضا من المؤسسة اللبنانية للإرسال لتقديم برنامج بعنوان لهون وبس على قناتي المؤسسة اللبنانية للإرسال وقناة الانتشار اللبناني من إنتاج شركة شوت التي يديرها فراس حاطوم وهو برنامج ترفيهي كوميدي نقدي ساخر استضاف فيه العديد من النجوم اللبنانيين اتهمه البعض بتقليد برنامج عادل كرم لكنه اثبت بصمته الخاصة.
كان له عدة تجارب في العروض المسرحية والسينما حيث قدم ستشكات وعروض مع ارزة شدياق في لبنان الأردن، سوريا وكندا دبي، الكويت
في أبريل 2018 قدم برنامجا انتخابيا، حمل عنوان «تحصيل حاصل» يتوجّه البرنامج للناخب، مقدّماً شرحاً مفصّلاً لقانون الانتخاب النسبيّ الجديد، للحاصل الانتخابي، وللصوت التفضيلي، بأسلوب مبسّط، واضح، وموضوعي، ضمن تقارير مصوّرة وغرافيكس تفسّر آليّة التصويت، وتشرح التحالفات وتُحلّلها وفي رمضان 2018 قدم فقرة بعنوان “خمسة وخميسة” مدتها اقل من دقيقتين وهي عبارة عن “سكتش” كوميدي، من بطولته
إلى جانب نخبة من الممثلين اللبنانيين واخراج شادي حنا شاشة “رؤيا” ضمن برنامج “ساعة كوميديا” ، في رمضان 2020 قدم برنامج راحت علينا على قناة لنا السوريةفي سبتمبر 2022 أعلن انتقاله لقناة إم تي في اللبنانية  التي طالما انتقدها بعد توقيعه عقداً بنصف مليون دولار لتقديم برنامج بعنوان "كتير هالقد انتقل
إلى دبي لتأسيس شركة انتاج خاصة به ولتقديم برنامج بعنوان "هشام برو ماكس "على قناة ومنصة المشهد 

## إثارة الجدل
في أبريل 2016 سخر في برنامجه ” لهون وبس ” من الفنانة الإماراتية أحلام بتقديمه لبقرة معه في الاستديو. وفي يناير 2018، رفعت السلطات اللبنانية دعوى قضائية ضده بناء على مذكرة لوزير العدل سليم جريصاتي، لاتهامه بالإساءة إلى ولي العهد السعودي محمد بن سلمان إثر حلقة من نفس البرنامج.

## تهديده بالقتل
في نوفمبر 2024 كشف عن تلقيه تهديدات بالقتل وخوفه من العودة إلى لبنان بعد انتقاله إلى دبي خلال الحرب الإسرائيلية على لبنان في سبتمبر 2024 وتلقيه انتقادات من مؤيدي حرب الله  واعتبار تصريحاته خالية من الوطنية وتؤجج الفتنة بين اللبنانيين. واتهامه بالعمالة والتصهين.

## أعماله

### تقديم البرامج
- (2008): أوفريرا
- (2009-2011):لول
- (2012-2014): حرتقجي [22]
- (2015-2018): لهون وبس
- (2018): تحصيل حاصل
- (2020): راحت علينا
- (2020): هشام بيك[23]
- (2022): المزح نصو جد
- (2022-2024):كتير هالقد
- (2025):هشام برو ماكس

### في التمثيل
- (2009-2011): عروض مسرحية مع ارزة شدياق
- (2011): كاش فلو ج1 (فيلم)
- (2014): سمير وميشال (مسرحية) 2014
- (2016): كاش فلو ج2 (فيلم)
- (2013-2015): كوميدي نايت شو تيربو (عروض مسرحية) مع ماريو باسيل
- (2016): بغمضة عين (فيلم)[24]
- (2017):laugh story،(مسرحية)[25]
- (2018):حبة كاراميل[26](فيلم)
- (2018): فقرة خمسة وخميسة (برنامج ساعة كوميديا)
- (2019): لهون وحبس (فيلم)[27]
- (2020): يوم إيه يوم لا (فيلم)
- (2021): زوج تحت الإقامة الجبرية (مسلسل)

## جوائز
- الإمارات العربية المتحدة: 2017 جائزة أفضل مقدّم تلفزيونيّ عربيّ من قبل مجلة «زهرة الخليج»[28]
- لبنان:2018 تكريم في مهرجان بياف عن برنامج «لهون وبس» [29]